# Troy ounce

Schema van Britse gewichtseenheden

Een troy ounce is een gewichtsmaat voor edelmetalen, groot 31,1034768 gram. Omgekeerd gaan er dus circa 32 troy ounce in een kilogram.
Het gewicht is één twaalfde van het troy pound.
De naam 'troy' komt van de Franse stad Troyes, eertijds een belangrijke handelsstad, waar dit gewicht in de 15e eeuw zou zijn gebruikt.

## Omrekentabel
- 1 gram = 0,032151 troy ounces
- 1 kilogram = 32,150747 troy ounces
- 1 ton = 32.150,7466 troy ounces

## Eenheid voor waarde van edele metalen
De troy ounce is de eenheid voor de waarde van edele metalen. In het internationale geldverkeer wordt de waarde van een troy ounce goud gezet tegenover bijvoorbeeld 1 US dollar, of 1 euro.
ISO 4217 voor afkortingen zoals USD en EUR geeft ook de volgende standaardcodes voor edelmetalen:
- XAG = troy ounce zilver
- XAU = troy ounce goud
- XPD = troy ounce palladium
- XPT = troy ounce platina